# 다이부촌
다이부촌(大分村)은 일본 후쿠오카현 가호군에 설치되었던 촌이다. 현재의 이즈카시, 사사구리정의 일부에 해당한다.